# Перелік церемоній нагородження премією «Золотий глобус»
Перелік церемоній нагородження премією Золотий глобус в галузі кінематографу.
| 1-ша | 1944             | 1943 в кіно |
| 2-га | 1945             | 1944 в кіно |
| 3-тя | 30 березня, 1946 | 1945 в кіно |
| 4-та | 26 лютого, 1947  | 1946 в кіно |
| 5-та | 10 березня, 1948 | 1947 в кіно |
| 6-та | 16 березня, 1949 | 1948 в кіно |
| 7-ма | 23 лютого, 1950  | 1949 в кіно |
| 8-ма | 28 лютого, 1951  | 1950 в кіно |
| 9-та | 21 лютого, 1952  | 1951 в кіно |
| 10-та | 26 лютого, 1953  | 1952 в кіно |
| 11-та | 22 лютого, 1954  | 1953 в кіно |
| 12-та | 24 лютого, 1955  | 1954 в кіно |
| 13-та | 23 лютого, 1956  | 1955 в кіно |
| 14-та | 28 лютого, 1957  | 1956 в кіно |
| 15-та | 22 лютого, 1958  | 1957 в кіно |
| 16-та | 5 березня, 1959  | 1958 в кіно |
| 17-та | 10 березня, 1960 | 1959 в кіно |
| 18-та | 16 березня, 1961 | 1960 в кіно |
| 19-та | 5 березня, 1962  | 1961 в кіно |
| 20-та | 5 березня, 1963  | 1962 в кіно |
| 21-ша | 11 березня, 1964 | 1963 в кіно |
| 22-га | 8 лютого, 1965   | 1964 в кіно |
| 23-тя | 28 лютого, 1966  | 1965 в кіно |
| 24-та | 15 лютого, 1967  | 1966 в кіно |
| 25-та | 12 лютого, 1968  | 1967 в кіно |
| 26-та | 24 лютого, 1969  | 1968 в кіно |
| 27-ма | 2 лютого, 1970   | 1969 в кіно |
| 28-ма | 5 лютого, 1971   | 1970 в кіно |
| 29-та | 6 лютого, 1972   | 1971 в кіно |
| 30-та | 28 січня, 1973   | 1972 в кіно |
| 31-ша | 26 січня, 1974   | 1973 в кіно |
| 32-га | 25 січня, 1975   | 1974 в кіно |
| 33-тя | 24 січня, 1976   | 1975 в кіно |
| 34-та | 29 січня, 1977   | 1976 в кіно |
| 35-та | 28 січня, 1978   | 1977 в кіно |
| 36-та | 27 січня, 1979   | 1978 в кіно |
| 37-ма | 26 січня, 1980   | 1979 в кіно |
| 38-ма | 31 січня, 1981   | 1980 в кіно |
| 39-та | 30 січня, 1982   | 1981 в кіно |
| 40-ва | 29 січня, 1983   | 1982 в кіно |
| 41-ша | 28 січня, 1984   | 1983 в кіно |
| 42-га | 27 січня, 1985   | 1984 в кіно |
| 43-тя | 24 січня, 1986   | 1985 в кіно |
| 44-та | 31 січня, 1987   | 1986 в кіно |
| 45-та | 23 січня, 1988   | 1987 в кіно |
| 46-та | 28 січня, 1989   | 1988 в кіно |
| 47-ма | 20 січня, 1990   | 1989 в кіно |
| 48-ма | 19 січня, 1991   | 1990 в кіно |
| 49-та | 18 січня, 1992   | 1991 в кіно |
| 50-та | 24 січня, 1993   | 1992 в кіно |
| 51-ша | 22 січня, 1994   | 1993 в кіно |
| 52-га | 21 січня, 1995   | 1994 в кіно |
| 53-тя | 21 січня, 1996   | 1995 в кіно |
| 54-та | 19 січня, 1997   | 1996 в кіно |
| 55-та | 18 січня, 1998   | 1997 в кіно |
| 56-та | 24 січня, 1999   | 1998 в кіно |
| 57-ма | 23 січня, 2000   | 1999 в кіно |
| 58-ма | 21 січня, 2001   | 2000 в кіно |
| 59-та | 20 січня, 2002   | 2001 в кіно |
| 60-та | 19 січня, 2003   | 2002 в кіно |
| 61-ша | 25 січня, 2004   | 2003 в кіно |
| 62-га | 16 січня, 2005   | 2004 в кіно |
| 63-тя | 16 січня, 2006   | 2005 в кіно |
| 64-та | 15 січня, 2007   | 2006 в кіно |
| 65-та | 13 січня, 20081  | 2007 в кіно |
| 66-та | 11 січня, 2009   | 2008 в кіно |
| 67-ма | 17 січня, 2010   | 2009 в кіно |
| 68-ма | 16 січня, 2011   | 2010 в кіно |
| 69-та | 15 січня, 2012   | 2011 в кіно |
| 70-та | 13 січня, 2013   | 2012 в кіно |
| 71-ша | 12 січня, 2014   | 2013 в кіно |
| 72-га | 11 січня, 2015   | 2014 в кіно |
| 73-тя | 10 січня, 2016   | 2015 в кіно |
| 74-та | 8 січня, 2017    | 2016 в кіно |
| 75-та | 7 січня, 2018    | 2017 в кіно |
| 76-та | 6 січня, 2019    | 2018 в кіно |
| 77-ма | 5 січня, 2020    | 2019 в кіно |
| 78-ма | 28 лютого, 2021  | 2020 у кіно |
| 79-та | 9 січня, 2022    | 2021 у кіно |
| 80-та | 10 січня, 2023   | 2022 у кіно |
| Примітки: У 2007-2008 роки через страйки Гільдії сценаристів США, церемонії були скасовані і пресконференція з оголошенням переможців пройшла без них. |                  |             |